# Chaplins Paraply
Chaplins Paraply er en amerikansk stumfilm fra 1914 af Henry Lehrman.

## Medvirkende
- Charles Chaplin som Masher
- Ford Sterling
- Chester Conklin
- Edward Nolan